# Patrick Lindsay (homme politique)
Patrick James Lindsay (18 janvier 1914-29 juin 1993) est un homme politique et avocat irlandais.

## Jeunesse
Il est né en 1914 à l'hôpital Rotunda de Dublin, l'aîné des trois fils et quatre filles de Patrick Lindsay, employé de la poste, et de son épouse Mary (née Keegan). Avant son deuxième anniversaire, la famille retourne dans son comté natal de Mayo, s'installant dans le village de Doolough, paroisse de Kiltane, Erris. Il fait ses études primaires à l'école nationale de Gweesalia et fréquente l'école secondaire au St. Muiredach's College de Ballina. Il fréquente ensuite l'University College Galway, où il étudie les classiques anciens, entre 1933 et 1937, et obtient une maîtrise. Il est une figure remarquable du collège - un orateur doué, il siège au comité de la Société littéraire et de débat et participe aux productions de la Drama Society. Il est également membre du mouvement Blueshirts pendant ses études universitaires. Au dernier moment, son professeur de lettres classiques le dissuade de s'embarquer dans la brigade irlandaise dirigée par Eoin O'Duffy pour combattre aux côtés de Franco pendant la guerre civile espagnole.
Cependant, alors que Lindsay se déclare comme étant un Blueshirt « impénitent », dans son autobiographie, il nie que lui-même ou de nombreux membres se considéraient comme de véritables fascistes. Ils se considéraient plutôt comme une aile pseudo-paramilitaire de Cumann na nGaedheal, une réponse à l’IRA des années 1930 agissant comme une aile pseudo-paramilitaire du Fianna Fáil.
Lindsay devient ensuite professeur de lettres classiques à la Royal School de Cavan, puis dans les écoles de Dublin. Il étudie le droit à l'University College Dublin et au King's Inns et est admis au barreau irlandais en 1946. Il épouse Moya Brady en 1952 et ils ont trois enfants.

## Politique
Il est élu au Dáil Éireann à sa sixième tentative, aux élections générales de 1954 en tant que  député Fine Gael pour Mayo Nord. Il est réélu aux élections générales de 1957, mais perd son siège aux élections générales de 1961, après quoi il est élu au 10e Seanad par le Panel industriel et commercial. Il devient Leas-Chathaoirleach du Seanad.
Lindsay revient au Dáil aux élections générales de 1965, mais perd son siège aux élections générales de 1969, lorsqu'il change de circonscription pour Dublin Centre-Nord. Il échoue de nouveau aux élections générales de 1973.
Sa carrière ministérielle est brève et ne dure que huit mois. En juillet 1956, il est nommé par le Taoiseach John A. Costello secrétaire parlementaire du ministre du Gaeltacht et du ministre de l'Éducation dans le deuxième gouvernement interpartis. En octobre 1956, il est promu au cabinet en tant que ministre du Gaeltacht, jusqu'en mars 1957, date à laquelle le Fianna Fáil revient au pouvoir après les élections générales de 1957. À son retour au Dáil en 1965, il est nommé porte-parole du Fine Gael pour les transports et l'électricité.

## Juriste
Lindsay devient avocat principal en 1954 et, après la perte de son siège parlementaire en 1969, il se consacre à plein temps à sa pratique du barreau, devenant ainsi une figure de proue du droit pénal. En 1975, il est nommé au poste de maître de la Haute Cour, dont il prend sa retraite le jour de son soixante-dixième anniversaire en janvier 1984.
Lindsay est président de Cumann Céimithe na Gaillimhe, l'association des diplômés de l'University College Galway, dans les années 1980. Il publie ses mémoires en 1992. Il est décédé le 29 juin 1993.